# Alessandria Unione Sportiva 1948-1949
Questa pagina raccoglie i dati riguardanti l'Alessandria Unione Sportiva nelle competizioni ufficiali della stagione 1948-1949.

## Stagione
Nella stagione 1948-1949 l'Alessandria disputò l'ottavo campionato di Serie B della sua storia.

## Divise
| 1ª divisa | 2ª divisa |

## Organigramma societario
Area direttiva
- Presidente: Mario Moccagatta
- Vicepresidente: G. Doglioli
- Dirigenti: P. Burzi, F. Dogliolo, V. Ferrari, E. Lanzavecchia, V. Maranzana, Piero Melchionni, L. Morando, Giovanni Battista Rangone, A. Rigoni, G. Taverna
- Segretario: Enrico Dericci
- Addetto ai rapporti con la FIGC: Grassano

Area tecnica
- Allenatore: Albert Flatley
- Commissione tecnica: M. Roncali, Amilcare Savojardo, Cesare Testera e Andrea Viviano
- Allenatore squadra Juniores: Umberto Dadone

Area sanitaria
- Medico sociale: G. Guerra
- Massaggiatore: Giovanni Bo

## Rosa
| N. |                   | Ruolo | Calciatore        |
| -- | ----------------- | ----- | ----------------- |
|    | Italia (bandiera) | P     | Sergio Bani       |
|    | Italia (bandiera) | P     | Anselmo Giorcelli |
|    | Italia (bandiera) | D     | Angelo Borgogno   |
|    | Italia (bandiera) | D     | Felice Cerri      |
|    | Italia (bandiera) | D     | Giacomo Delaude   |
|    | Italia (bandiera) | D     | Silvio Di Gennaro |
|    | Italia (bandiera) | D     | Paolo Guaschino   |
|    | Italia (bandiera) | D     | Secondo Scarrone  |
|    | Italia (bandiera) | C     | Giuseppe Arezzi   |
|    | Italia (bandiera) | C     | Luigi Bussetti    |
|    | Italia (bandiera) | C     | Gino Corradini    |
|    | Italia (bandiera) | C     | Fabio Frugali     |
|    | Italia (bandiera) | C     | Cesare Gallea     |
|    | Italia (bandiera) | C     | Giuseppe Gay      |

| N. |                   | Ruolo | Calciatore          |
| -- | ----------------- | ----- | ------------------- |
|    | Italia (bandiera) | C     | Giuseppe Grattarola |
|    | Italia (bandiera) | C     | Mario Pietruzzi     |
|    | Italia (bandiera) | C     | Luigi Soffrido      |
|    | Italia (bandiera) | C     | Ferruccio Tortonese |
|    | Italia (bandiera) | A     | Luigi Bassi         |
|    | Italia (bandiera) | A     | Dino Dania          |
|    | Italia (bandiera) | A     | Tarcisio Galbiati   |
|    | Italia (bandiera) | A     | Franco Giraudo      |
|    | Italia (bandiera) | A     | Tito Lucchini       |
|    | Italia (bandiera) | A     | Andrea Piccione     |
|    | Italia (bandiera) | A     | Luigi Sotgiu        |
|    | Italia (bandiera) | A     | Giovanni Tartara    |
|    | Italia (bandiera) | A     | Luigi Domenico Tosi |

## Risultati

### Serie B

#### Girone di andata
| Arbitro: | Donati (Milano) |

|                                   |           |              |
| Margiotta 20’ (rig.) Di Fonte 48’ | Marcatori | 58’ Soffrido |

| Arbitro: | Vannini (Bologna) |

|  |           |                      |
|  | Marcatori | 82’ Tosi 83’ Frugali |

| Arbitro: | Matucci (Seregno) |

|                |           |                     |
| Bassi 32’, 74’ | Marcatori | Garavoglia 36’, 66’ |

| Arbitro: | Boffardi (Genova) |

|  |           |                       |
|  | Marcatori | 31’ Soffrido 91’ Tosi |

| Arbitro: | Massai (Pisa) |

|            |           |                                                       |
| Arezzi 53’ | Marcatori | 30’ Bertoni III 59’ Rosso 66’ Cozzolini 79’ Gualtieri |

| Arbitro: | Carpani (Milano) |

|                               |           |            |
| 13’ Paulinich 30’, 60’ Parati | Marcatori | 21’ Sotgiu |

| Arbitro: | Parpaiola (Padova) |

|           |           |                    |
| Bassi 10’ | Marcatori | 63’ Loni 87’ Füzér |

| Arbitro: | Marchetti (Milano) |

|                       |           |  |
| Meneghello 29’ (aut.) | Marcatori |  |

| Arbitro: | Zilli (Reggio Emilia) |

|                          |           |  |
| Rabitti 5’ Stua 65’, 82’ | Marcatori |  |

| Arbitro: | Neri (Vicenza) |

|  |           |                              |
|  | Marcatori | 32’ De Filippis 36’ Galbiati |

| Arbitro: | Corallo (Lecce) |

|                                        |           |         |
| Flumini 45’ Vaschetto 75’ Catalano 79’ | Marcatori | 70’ Gay |

| Arbitro: | Malingher (Roma) |

|          |           |  |
| Polo 55’ | Marcatori |  |

| Arbitro: | Marchetti (Milano) |

|            |           |  |
| Sotgiu 25’ | Marcatori |  |

| Arbitro: | Massironi (Milano) |

|                  |           |           |
| Renosto 55’, 68’ | Marcatori | 74’ Bassi |

| Arbitro: | Piemonte (Monfalcone) |

|                                            |           |           |
| Pietruzzi 26’ Sotgiu 27’, 69’ Soffrido 28’ | Marcatori | 53’ Magri |

| Arbitro: | Boffardi (Genova) |

|                                                    |           |            |
| Cattaneo 5’, 60’ Quaresima 62’ Scarrone 74’ (aut.) | Marcatori | 17’ Sotgiu |

| Arbitro: | Neri (Vicenza) |

|                             |           |                 |
| Bassi 16’, 54’ Soffrido 57’ | Marcatori | 19’, 78’ Pietta |

| Arbitro: | Barbieri (Milano) |

|                |           |  |
| Bortoletto 84’ | Marcatori |  |

| Arbitro: | Bernardi (Bologna) |

|                               |           |  |
| Giraudo 23’ Soffrido 46’, 51’ | Marcatori |  |

| Arbitro: | Coppolone (Bari) |

|                                     |           |            |
| Valli 15’ Cremonesi 55’ Badiali 82’ | Marcatori | 77’ Arezzi |

| Arbitro: | Codeluppi (Lodi) |

|                                      |           |             |
| Pietruzzi 25’ Sotgiu 73’ Giraudo 80’ | Marcatori | 31’ Demarco |

#### Girone di ritorno
| Arbitro: | Barani (Modena) |

|                                                                              |           |  |
| Tosi 1’ Soffrido 15’, 73’, 86’ Sotgiu 28’, 41’, 81’ Arezzi 55’ Pietruzzi 61’ | Marcatori |  |

| Arbitro: | Pizzato (Venezia) |

|                                           |           |  |
| Giraudo 49’, 64’ Soffrido 57’ (rig.), 88’ | Marcatori |  |

| Arbitro: | Gamba (Pozzuoli) |

|                |           |  |
| Garavoglia 86’ | Marcatori |  |

| Arbitro: | Molon (Verona) |

|                                                |           |  |
| Giraudo 17’ Bassi 30’ Sotgiu 48’ Pietruzzi 75’ | Marcatori |  |

| Arbitro: | Bernardi (Bologna) |

|                |           |  |
| Bulgarelli 81’ | Marcatori |  |

| Arbitro: | Pieri (Trieste) |

|                                     |           |  |
| Giraudo 6’, 46’, 48’ Bassi 17’, 62’ | Marcatori |  |

| Arbitro: | Poggipollini (Ferrara) |

|          |           |                         |
| Loni 60’ | Marcatori | 34’ Soffrido 43’ Arezzi |

| Arbitro: | Matteucci (Roma) |

|                                     |           |             |
| Conti 26’ Lodi 28’, 44’, 90’ (rig.) | Marcatori | 11’ Giraudo |

| Arbitro: | Bernardi (Bologna) |

|  |           |                                     |
|  | Marcatori | 44’ (rig.) Rabitti 66’, 69’ Maesani |

| Arbitro: | Arietti (Siena) |

|              |           |  |
| Angelini 21’ | Marcatori |  |

| Arbitro: | Cicardi (Lecco) |

|                         |           |  |
| Arezzi 58’ Soffrido 62’ | Marcatori |  |

| Alessandria 24 aprile 1949 | Alessandria      | 0 – 0 | Siracusa | Stadio Giuseppe Moccagatta\| Arbitro: \| Bergomi (Milano) \| |
| Arbitro:                   | Bergomi (Milano) |       |          |                                                              |

| Arbitro: | Coppolone (Bari) |

|                         |           |  |
| Cadario 11’ Mangini 68’ | Marcatori |  |

| Arbitro: | Dattilo (Roma) |

|                                                   |           |  |
| Arezzi 11’ Soffrido 33’ Bassi 62’, 89’ Sotgiu 85’ | Marcatori |  |

| Seregno 15 maggio 1949                              | Seregno   | 1 – 0 | Alessandria | Stadio Ferruccio Trabattoni |
| \| \| \| \| \| Susmel 48’ (rig.) \| Marcatori \| \| |           |       |             |                             |
|                                                     |           |       |             |                             |
| Susmel 48’ (rig.)                                   | Marcatori |       |             |                             |

| Alessandria 29 maggio 1949 | Alessandria       | 0 – 0 | Vicenza | Stadio Giuseppe Moccagatta\| Arbitro: \| Galeati (Bologna) \| |
| Arbitro:                   | Galeati (Bologna) |       |         |                                                               |

| Arbitro: | Longagnani (Modena) |

|           |           |            |
| Colpo 71’ | Marcatori | 90’ Sotgiu |

| Arbitro: | Agnolin (Bassano del Grappa) |

|                                                       |           |                                    |
| Sotgiu 1’, 58’ Arezzi 32’ Grattarola 42’ Soffrido 56’ | Marcatori | 57’ Ercoli 69’ Rovini 87’ Calichio |

| Napoli 19 giugno 1949 | Napoli            | 0 – 0 | Alessandria | Stadio del Vomero\| Arbitro: \| Galeati (Bologna) \| |
| Arbitro:              | Galeati (Bologna) |       |             |                                                      |

| Arbitro: | Melgari (Bergamo) |

|                                             |           |  |
| Arezzi 7’ Soffrido 12’ Bassi 44’ Sotgiu 50’ | Marcatori |  |

| Pescara 3 luglio 1949 | Pescara          | 0 – 0 | Alessandria | Stadio Rampigna\| Arbitro: \| Casini (Palermo) \| |
| Arbitro:              | Casini (Palermo) |       |             |                                                   |

## Statistiche

### Statistiche di squadra
| Competizione | Punti | In casa | In casa | In casa | In casa | In casa | In casa | In trasferta | In trasferta | In trasferta | In trasferta | In trasferta | In trasferta | Totale | Totale | Totale | Totale | Totale | Totale | DR  |
| Competizione | Punti | G       | V       | N       | P       | Gf      | Gs      | G            | V            | N            | P            | Gf           | Gs           | G      | V      | N      | P      | Gf     | Gs     | DR  |
| ------------ | ----- | ------- | ------- | ------- | ------- | ------- | ------- | ------------ | ------------ | ------------ | ------------ | ------------ | ------------ | ------ | ------ | ------ | ------ | ------ | ------ | --- |
| Serie B      | 40    | 21      | 14      | 3       | 4       | 56      | 20      | 21           | 3            | 3            | 15           | 14           | 34           | 42     | 17     | 6      | 19     | 70     | 54     | +16 |

### Statistiche dei giocatori[3]
| Giocatore     | Serie B  | Serie B |
| Giocatore     | Presenze | Reti    |
| ------------- | -------- | ------- |
| G. Arezzi     | 31       | 8       |
| S. Bani       | 8        | -15     |
| L. Bassi      | 36       | 12      |
| A. Borgogno   | 34       | 0       |
| L. Bussetti   | 18       | 0       |
| F. Cerri      | 18       | 0       |
| G. Corradini  | 10       | 0       |
| D. Dania      | 2        | 0       |
| G. Delaude    | 2        | 0       |
| S. Di Gennaro | 13       | 0       |
| F. Frugali    | 13       | 1       |
| T. Galbiati   | 4        | 0       |
| C. Gallea     | 16       | 0       |
| G. Gay        | 4        | 1       |
| A. Giorcelli  | 34       | -39     |
| F. Giraudo    | 19       | 9       |
| G. Grattarola | 5        | 1       |
| P. Guaschino  | 29       | 0       |
| T. Lucchini   | 1        | 0       |
| A. Piccione   | 1        | 0       |
| M. Pietruzzi  | 38       | 4       |
| S. Scarrone   | 18       | 0       |
| L. Soffrido   | 38       | 16      |
| L. Sotgiu     | 37       | 15      |
| G. Tartara    | 4        | 0       |
| F. Tortonese  | 1        | 0       |
| L.D. Tosi     | 27       | 3       |